# Ernst Karl
Ernst Karl (* August 1945 in Gaming, Niederösterreich; † 15. Juni 2001 in Krems an der Donau, Niederösterreich) war ein österreichischer Polizeibeamter, der wegen zweier im Dienst begangener Morde an Einbrechern verurteilt wurde. Im Gefängnis tötete er einen verurteilten Mörder und galt fortan als einer der gefährlichsten Straftäter Österreichs. 2001 starb er unter viel diskutierten Umständen auf einem Gurtenbett der Justizanstalt Stein.

## Morde
In der Nacht vom 15. auf den 16. April 1968 erschoss der Polizeibeamte Ernst Karl die beiden Einbrecher Walter P. und Johann K. in der Garage des Kaufhauses Tivoli in Wien-Meidling. Er gab an, während seines Streifendienstes die beiden Männer beim Betreten der Garage beobachtet zu haben und ihnen gefolgt zu sein, um sie zu stellen. Als sie ihn bemerkten, sollen sie jedoch auf ihn geschossen haben, worauf er lediglich in Notwehr das Feuer erwidert habe.
Da die beiden Männer jedoch mit sieben Schüssen aus nächster Nähe, darunter gezielten Kopfschüssen, getötet wurden, glaubten ihm die Ermittler die Notwehrversion nicht und verhörten Karl. Da zwei Freundinnen der Opfer aussagten, Johann K. sei mit einem Polizisten bekannt gewesen und dieser habe ihm eine Pistole geschenkt und den passendsten Zeitpunkt für einen Überfall verraten, wurde eine Gegenüberstellung durchgeführt, wobei sie Ernst Karl identifizierten. Erst nach langem und hartnäckigem Verhör gestand Karl, die Einbrecher vorsätzlich erschossen zu haben, da sie ihn erpressten. Er kannte die beiden schon länger und sie erpressten ihn wegen seiner angeblichen Homosexualität (diese war zur damaligen Zeit in Österreich noch unter eine ein- bis fünfjährige Haftstrafe gestellt), worauf er ihnen schon mehrmals große Schweigegeldbeträge ausgezahlt hatte. Da sie jedoch immer mehr verlangten und Karl sich inzwischen selbst strafbar gemacht hatte, um Geld zu beschaffen, schlug er ihnen einen Einbruchsdiebstahl im Tivoli vor, wobei er ihnen versprach, für sie in Uniform Schmiere zu stehen, da er in dieser Nacht Dienst habe. Nachdem die Männer die Garage betreten hatten, folgte er ihnen, brachte sie durch Zureden dazu, sich umzudrehen, und streckte sie mit mehreren Schüssen nieder. Nachdem er ihnen noch in den Kopf geschossen hatte, nahm er die Waffe, die er Kihsl geschenkt hatte und von der er wusste, er würde sie mitführen, und feuerte damit einen Schuss ab, um später die Notwehrsituation zu untermauern.
Karl wurde wegen zweifachen Mordes zu lebenslanger Haft verurteilt und in die Justizanstalt Stein überstellt. Dort erwürgte er am 15. Jänner 1974 mit bloßen Händen den wegen Mordes verurteilten, 41-jährigen Johann Rogatsch im Freizeitraum der Haftanstalt. Karl gab an, in Notwehr gehandelt zu haben, weil Rogatsch ihn zu einem Haftausbruch zwingen wollte und anschließend attackiert habe. Nach diesem Vorfall wurde er in eine spezielle Abteilung des Gefängnisses verlegt, in der nur die gefährlichsten Verbrecher der Justizanstalt, zu diesem Zeitpunkt lediglich sieben, untergebracht waren.

## Tod
Ernst Karl begann immer mehr unter Schizophrenie zu leiden und wurde von psychotischen Schüben geplagt. Er glaubte, von den anderen Zellen aus beschossen zu werden, von Verbrecherbanden verfolgt zu sein und noch immer als Polizist zu arbeiten. Aufgrund dessen wurde er psychiatrisch und medikamentös behandelt. Am 14. Juni 2001 kam es erneut zu einem psychotischen Schub, wobei er seine Zelle verwüstete und sich die Nase brach. Der diensthabende Anstaltsarzt Stippler verabreichte ihm daraufhin eine Akinetoninjektion und ordnete seine Unterbringung in einem besonders gesicherten Haftraum an, um ihn am anstaltseigenen Gurtenbett vor möglichen Selbstverletzungen zu schützen. Obwohl Justizbeamte aussagten, halbstündlich Kontrollen durchgeführt zu haben, bei denen Ernst Karl friedlich schlief, war er am nächsten Morgen tot. Er starb infolge eines Darmverschlusses und wurde um 7:55 Uhr für tot erklärt. Die Fotos des blassen und leblosen ans Bett gefesselten Häftlings, dem Blut aus Nase und Mund gelaufen war, gelangten an die Öffentlichkeit und sorgten zusammen mit der Tatsache, dass Gurtenbetten zur Fixierung von Häftlingen seit 1994 verboten sind, für heftige Proteste seitens der Öffentlichkeit. 

## Juristische Aufarbeitung
In Folge stellte sich heraus, dass es sich bei dem Bett nicht um ein Gurtenbett als besondere Sicherheitsmaßnahme nach § 103 Strafvollzugsgesetz nach gültiger Gesetzeslage vor 1994 gehandelt hat, sondern um ein Krankenbett, an das Ernst Karl zum Selbstschutz im Rahmen einer ärztlich-psychiatrischen Behandlung fixiert wurde, einer Behandlungsmaßnahme, zu der Strafgefangene unter denselben Voraussetzungen wie freie Personen Zugang haben. Eine solche Anhaltung in einem medizinischen Bett mit Fixierungsmöglichkeit hat daher, falls sie aus ärztlich-psychiatrischer Sicht erforderlich ist, auch innerhalb einer Justizanstalt zu erfolgen. Sie wird daher als medizinische Maßnahme auch vom Anstaltsarzt angeordnet.
Die Staatsanwaltschaft nahm wegen fahrlässiger Tötung unter besonders gefährlichen Verhältnissen Ermittlungen gegen die in Verdacht geratenen Beamten und Ärzte auf.
Der Fall wurde vom Landesgericht Krems an der Donau untersucht. In einem Gutachten des Sachverständigen Wolfgang Denk, Facharzt für gerichtliche Medizin, vom 8. April 2002, stellte dieser fest: „… ist Ernst K. an den Folgen eines mechanischen Darmverschlusses im Bereich von vorbestehenden Verwachsungen in der Bauchhöhle infolge Herz-Kreislaufversagens eines natürlichen Todes gestorben … Das Anlegen der Sicherheitsgurte … steht mit dem Auftreten der Darmlähmung nicht in ursächlichem Zusammenhang.“ Die Staatsanwaltschaft Krems an der Donau hat am 15. Mai 2002 die Vorerhebungen eingestellt, weil die Fixierung des Strafgefangenen Ernst K. im Krankenbett aus medizinischer Sicht geboten und der Eintritt des Todes auf eine natürliche Ursache zurückzuführen war.